# Angola (Delaware)
Angola es un área no incorporada ubicada en el condado de Sussex en el estado estadounidense de Delaware. Angola se encuentra ubicada dentro de Rehoboth Beach.

## Geografía
Angola se encuentra ubicada en las coordenadas 38°40′15″N 75°10′29″O / 38.67083, -75.17472.